# Ballebomöbler
Ballebomöbler är ett samlingsnamn för möbler tillverkade i Bollebygds socken från cirka 1820 till 1900-talets början. I Gesebol i Bollebygds socken fanns en lång hantverkstradition och det blev centrum för tillverkningen av möblerna. Bland annat tillverkades soffor, bord och stolar. I början av 1900-talet fanns 70-talet möbelsnickare i området.
Efter att Hultafors station öppnade i slutet på 1800-talet skickades möblerna till övriga landet.